# Spodoptera permunda
Spodoptera permunda là một loài bướm đêm trong họ Noctuidae.